# Thomas Guerbert
Thomas Guerbert est un footballeur français, né le 6 avril 1989 à Meaux en Seine-et-Marne. Il évoluait comme milieu offensif.

## Biographie
Après être passé par les clubs de Lavit-de-Lomagne et Auch Football, Thomas Guerbert rejoint l'US Luzenac qui évolue en national. Il y joue ses premiers matchs professionnels lors de la saison 2009-2010 avant de devenir un titulaire indiscutable la saison suivante et d’être élu meilleur joueur de national mais le club obtient son maintien dans les dernières journées.
Lors de l'été 2011, il rejoint le Dijon FCO qui vient d'être promu en Ligue 1. Il est titulaire dès la première journée de championnat contre le Stade rennais et s'impose rapidement au sein de l'effectif bourguignon. Il marque son premier but dans se nouvelle équipe lors des 16e de finale de Coupe de la Ligue lors d'une victoire trois buts à deux contre le Valenciennes FC puis marque son premier but en Ligue 1 quelques semaines plus tard contre le Montpellier HSC. Le club termine la saison à l'avant dernière place du championnat et se retrouve relégué en Ligue 2, seulement une saison après la montée.
La saison suivante, il reste un titulaire indiscutable et marque le premier doublé de sa carrière lors de la 29e journée de championnat contre le FC Nantes. Au terme de la saison, le club termine à la 7e place.
Le 2 septembre 2013 et après avoir marqué deux buts en six matchs, Guerbert s'engage pendant les dernières heures du mercato au FC Sochaux-Montbéliard pour 4 saisons et retrouve la Ligue 1. Il est titulaire dès le match suivant face au FC Nantes et prend très rapidement une place de titulaire. Mais lors de la 12e journée de Ligue 1 contre l'AS Saint-Etienne, il est victime d'un tacle de Kurt Zouma. On lui diagnostique alors une luxation de la cheville et d'une double fracture tibia-péroné, ce qui équivaut à une absence de 4 à 6 mois. Kurt Zouma, lui est expulsé du terrain et écope quelques jours plus tard d'une suspension ferme de dix matchs. Au terme de la saison, le club termine à la 18e place. Il se retrouve rétrogradé en seconde division pour la seconde fois de sa carrière.
La saison suivante, il prend part à vingt-neuf rencontres en Ligue 2 mais le club n'obtient pas sa promotion. La saison suivante, bloqué par des blessures et une baisse de forme tout au long de la saison, il joue peu et le club se maintient lors de la dernière journée malgré un beau parcours en Coupe de France qui s’arrête contre l'Olympique de Marseille en demi-finale.
Le 29 juin 2016, alors qu'il ne lui reste qu'un an de contrat, il s’engage avec Clermont Foot pour deux saisons. Jouant à peine 12 matchs, son genou le trahit à nouveau en Février 2017, lui permettant de jouer seulement 12 matchs avec sa nouvelle équipe.
En avril 2018, il annonce mettre un terme à sa carrière professionnelle à seulement 29 ans, ne s'étant jamais entièrement remis de la blessure infligée par Kurt Zouma. Voulant rester dans le milieu, il retournera passer ses diplômes d’entraîneur à Toulouse.

## Statistiques
| Saison                | Club                   | Championnat           | Championnat | Championnat | Coupe nationale | Coupe nationale | Coupe de la Ligue | Coupe de la Ligue | Total | Total |
| Saison                | Club                   | Division              | M.          | B.          | M.              | B.              | M.                | B.                | M.    | B.    |
| 2009-2010             | US Luzenac             | National              | 23          | 3           | 2               | 0               | -                 | -                 | 25    | 3     |
| 2010-2011             | US Luzenac             | National              | 38          | 5           | 2               | 0               | -                 | -                 | 40    | 5     |
| Sous-total            | Sous-total             | Sous-total            | 61          | 8           | 4               | 0               | -                 | -                 | 65    | 8     |
| 2011-2012             | Dijon FCO              | Ligue 1               | 33          | 2           | 1               | 0               | 2                 | 2                 | 36    | 4     |
| 2012-2013             | Dijon FCO              | Ligue 2               | 30          | 5           | 1               | 0               | 2                 | 0                 | 33    | 5     |
| 2013-2014             | Dijon FCO              | Ligue 2               | 5           | 2           | -               | -               | 1                 | 0                 | 6     | 2     |
| Sous-total            | Sous-total             | Sous-total            | 68          | 9           | 2               | 0               | 5                 | 2                 | 75    | 11    |
| 2013-2014             | FC Sochaux-Montbéliard | Ligue 1               | 7           | 0           | -               | -               | 1                 | 0                 | 8     | 0     |
| 2014-2015             | FC Sochaux-Montbéliard | Ligue 2               | 26          | 1           | 2               | 0               | 1                 | 0                 | 29    | 1     |
| 2015-2016             | FC Sochaux-Montbéliard | Ligue 2               | 18          | 0           | 4               | 0               | -                 | -                 | 22    | 0     |
| Sous-total            | Sous-total             | Sous-total            | 51          | 1           | 6               | 0               | 2                 | 0                 | 59    | 1     |
| 2016-2017             | Clermont Foot 63       | Ligue 2               | 10          | 1           | -               | -               | 2                 | 0                 | 12    | 1     |
| Sous-total            | Sous-total             | Sous-total            | 10          | 1           | -               | -               | 2                 | 0                 | 12    | 1     |
| Total sur la carrière | Total sur la carrière  | Total sur la carrière | 190         | 19          | 12              | 0               | 9                 | 2                 | 211   | 21    |

## Palmarès
Il est élu meilleur joueur de National lors de la saison 2010-2011.